# San Marino und die Europäische Union
Die Republik San Marino ist kein Mitglied der Europäischen Union. San Marino ist sowohl wirtschaftlich als auch politisch-kulturell eng mit der EU verbunden. Offizielle Beziehungen zwischen San Marino und den damaligen Europäischen Gemeinschaften bestehen seit Februar 1983.

## Abkommen über eine Zusammenarbeit und eine Zollunion EU-San Marino
Das Abkommen zwischen San Marino und der EU über die Schaffung einer Zollunion und über weitere Zusammenarbeit wurde 1991 in Brüssel unterzeichnet. Es trat am 1. April 2002 in Kraft.
Das Abkommen garantiert neben einem gemeinsamen Außenzoll gegenüber Drittstaaten gegenseitige Zollfreiheit und Arbeitnehmergleichbehandlung. Arbeitnehmer werden in San Marino und in den EU-Mitgliedstaaten im Grundsatz gleichgestellt. Sie genießen Schutz vor Diskriminierung.
Zudem vereinbarten beide Seiten eine stärkere Zusammenarbeit in den Bereichen Umwelt, Kultur und akademischer Austausch sowie die Umsetzung von Unionsrecht im Bereich des Tierschutzes, Pflanzenschutzes, der Qualitätskontrolle, im Zollwesen und bei landwirtschaftlichen Erzeugnissen.
Das Abkommen hat einen Kooperationsausschuss EU-San Marino ins Leben gerufen, der die Anwendung überwachen soll und Streitfälle entscheiden kann.
San Marino ist derzeit an einer Erweiterung des Anwendungsbereichs des Abkommens interessiert.
Am 1. Juli 2009 ist San Marino dem Europäischen Patentübereinkommen beigetreten. Somit kann in San Marino Patentschutz über ein europäisches Patent erlangt werden. Eine europäische Gemeinschaftsmarke ist in San Marino jedoch nicht gültig, da Gemeinschaftsmarken nur für EU-Mitgliedsstaaten gültig sind.

## Euro
San Marino ist seit 1862 in einer Währungsunion mit Italien verbunden. Bis zur Einführung des Euro war die Italienische Lira zusammen mit der san-marinesischen Lira offizielles Zahlungsmittel. San Marino hat seit dem 1. Januar 2002 auf der Grundlage einer durch Italien ausgehandelten Währungsvereinbarung mit der EU den Euro als offizielle Währung eingeführt. Dem Land hat die EU das Recht eingeräumt, eigene Euro-Münzen in Umlauf zu bringen, die im gesamten Euro-Raum als gültiges Zahlungsmittel anerkannt werden. San Marino darf dabei Euro-Münzen bis zu einem Nominalwert von jährlich 1,944 Millionen Euro in Umlauf bringen. Diese werden dem italienischen Anteil am Euro abgezogen.
Daneben behält San Marino das Recht zur Prägung eigener Sammlermünzen. Die auf Scudi lautenden Goldmünzen werden allerdings im Euro-Raum nicht als Zahlungsmittel anerkannt.
Im November 2009 beschloss die EU, dass künftig der Europäische Gerichtshof als Schiedsinstanz für Streitfälle zwischen der Euro-Zone und San Marino dienen soll. Euro-Staaten könnten bei Verstößen gegen die Regeln für die gemeinsame Währung mit EU-Sanktionen belegt werden. Bei Staaten wie Vatikanstadt und San Marino bestünden gemäß den geltenden Abkommen dagegen bei Verstößen keinerlei Einflussmöglichkeiten.

## Steuern
Am 1. Juli 2005 ist ein Abkommen mit der EU über die Besteuerung von Einkommen aus Sparanlagen von Personen ohne Wohnsitz in San Marino in Kraft getreten. Dennoch gilt San Marino weiterhin als Niedrigsteuerland, wenngleich bilaterale Abkommen mit Italien eine übermäßig liberale Steuer- und Finanzpolitik verhindern.
Im Kampf gegen Steuerbetrug führt die EU derzeit Gespräche mit San Marino über den Abschluss eines Betrugsbekämpfungsabkommens. San Marino hat sich verpflichtet, die europaweite Anwendung der OECD-Standards zur Bekämpfung von Steuerbetrug zu unterstützen.

## Schengen
San Marino unterliegt nicht dem Schengener Abkommen. Allerdings bestehen zum einzigen Nachbarstaat Italien traditionell keine Grenzkontrollen. Schengen-Visa werden zur Einreise nach San Marino anerkannt.

## Ausblick
Die Frage eines EU-Beitrittsantrags wird von der san-marinesischen Regierung derzeit nicht aktiv verfolgt. Eine Mitgliedschaft im Europäischen Wirtschaftsraum (EWR), dem neben den EU-Mitgliedstaaten auch Liechtenstein, Island und Norwegen angehören, schließt San Marino mittelfristig nicht aus. Voraussetzung für eine Aufnahme in den EWR wäre die vorherige Mitgliedschaft in der EFTA.
Nachdem für San Marino jahrhundertelang eine eher isolationistische Politik vorrangig war, hat sich das Interesse an
einer Mitarbeit in internationalen Organisationen seit Eintritt in den Europarat (1988) und die Vereinten Nationen (1992) verstärkt.
Ein Referendum zum EU-Beitritt am 20. Oktober 2013 scheiterte jedoch an zu geringer Beteiligung.